# Вранићи (Чачак)
Вранићи су насеље у Србији у општини Чачак у Моравичком округу. Према попису из 2022. било је 441 становника.
Овде се налази Чолића кућа у Вранићима.

## Демографија
У насељу Вранићи живи 404 пунолетна становника, а просечна старост становништва износи 40,5 година (41,1 код мушкараца и 40,0 код жена). У насељу има 141 домаћинство, а просечан број чланова по домаћинству је 3,65.
Ово насеље је великим делом насељено Србима (према попису из 2002. године).
|  |

| Демографија | Демографија | Демографија |
| Година      | Становника  | Становника  |
| ----------- | ----------- | ----------- |
| 1948.       | 575         |             |
| 1953.       | 538         |             |
| 1961.       | 513         |             |
| 1971.       | 544         |             |
| 1981.       | 522         |             |
| 1991.       | 506         | 495         |
| 2002.       | 515         | 518         |
| 2011.       | 456         |             |

| Етнички састав према попису из 2002.‍ | Етнички састав према попису из 2002.‍ | Етнички састав према попису из 2002.‍ | Етнички састав према попису из 2002.‍ | Етнички састав према попису из 2002.‍ |
| ------------------------------------ | ------------------------------------ | ------------------------------------ | ------------------------------------ | ------------------------------------ |
|                                      |                                      |                                      |                                      |                                      |
| Срби                                 | Срби                                 |                                      | 511                                  | 99,22%                               |
| Југословени                          | Југословени                          |                                      | 1                                    | 0,19%                                |
| непознато                            | непознато                            |                                      | 2                                    | 0,38%                                |

| Година пописа     | 1948. | 1953. | 1961. | 1971. | 1981. | 1991. | 2002. |
| ----------------- | ----- | ----- | ----- | ----- | ----- | ----- | ----- |
| Број домаћинстава | 107   | 111   | 128   | 140   | 145   | 142   | 141   |

| Број чланова      | 1  | 2  | 3  | 4  | 5  | 6  | 7 | 8 | 9 | 10 и више | Просек |
| ----------------- | -- | -- | -- | -- | -- | -- | - | - | - | --------- | ------ |
| Број домаћинстава | 17 | 32 | 20 | 23 | 29 | 13 | 3 | 0 | 2 | 2         | 3,65   |

| Пол    | Укупно | Неожењен/Неудата | Ожењен/Удата | Удовац/Удовица | Разведен/Разведена | Непознато |
| ------ | ------ | ---------------- | ------------ | -------------- | ------------------ | --------- |
| Мушки  | 199    | 48               | 133          | 13             | 5                  | 0         |
| Женски | 219    | 40               | 135          | 40             | 3                  | 1         |
| УКУПНО | 418    | 88               | 268          | 53             | 8                  | 1         |

| Пол    | Укупно                    | Пољопривреда, лов и шумарство | Рибарство                            | Вађење руде и камена | Прерађивачка индустрија       |
| ------ | ------------------------- | ----------------------------- | ------------------------------------ | -------------------- | ----------------------------- |
| Мушки  | 100                       | 30                            | 0                                    | 5                    | 28                            |
| Женски | 73                        | 29                            | 0                                    | 0                    | 18                            |
| УКУПНО | 173                       | 59                            | 0                                    | 5                    | 46                            |
| Пол    | Производња и снабдевање   | Грађевинарство                | Трговина                             | Хотели и ресторани   | Саобраћај, складиштење и везе |
| Мушки  | 1                         | 5                             | 9                                    | 4                    | 9                             |
| Женски | 1                         | 0                             | 6                                    | 3                    | 0                             |
| УКУПНО | 2                         | 5                             | 15                                   | 7                    | 9                             |
| Пол    | Финансијско посредовање   | Некретнине                    | Државна управа и одбрана             | Образовање           | Здравствени и социјални рад   |
| Мушки  | 0                         | 0                             | 2                                    | 3                    | 0                             |
| Женски | 0                         | 2                             | 0                                    | 8                    | 5                             |
| УКУПНО | 0                         | 2                             | 2                                    | 11                   | 5                             |
| Пол    | Остале услужне активности | Приватна домаћинства          | Екстериторијалне организације и тела | Непознато            | Непознато                     |
| Мушки  | 4                         | 0                             | 0                                    | 0                    | 0                             |
| Женски | 0                         | 0                             | 0                                    | 1                    | 1                             |
| УКУПНО | 4                         | 0                             | 0                                    | 1                    | 1                             |